# Переулок Сакко
Переу́лок Са́кко — улица в Томске. Пролегает от улицы Карла Маркса до Малой Подгорной улицы.

## История
Название Серебряниковский переулок получил по фамилии томских купцов и промышленников Серебряниковых, местных домовладельцев.

## Новая история
6 октября 1927 года был переименован в честь американского рабочего Николы Сакко, казнённого в США 23 августа 1927 года.

## Достопримечательности

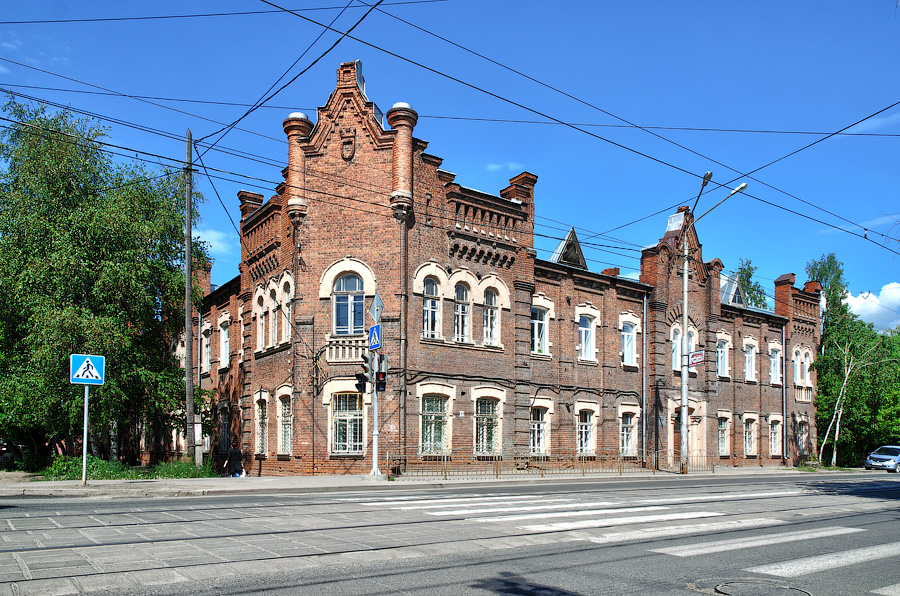
Здание Владимирского начального училища в Томске

Владимирское начальное училище (угол с улицей Р. Люксембург), построено в 1908 году, архитектор Т. Л. Фишель, в советское время — школа N 2.